# Vincent Philippe
Vincent Philippe (Besançon , 11 de enero de 1978) es un expiloto de motociclismo francés, que compitió en el Campeonato del Mundo de Motociclismo desde 1997 hasta 2002.

## Biografía
En 1998 y 1999 obtiene dos títulos nacionales franceses de velocidad en la cilindrada de 250cc. También participa en esos años en el Campeonato Europeo de Motociclismo, obteniendo respectivamente un séptimo y un tercer puesto. Volvería al Europeo en 2001 con un noveno puesto.
Su debut en el Campeonato del Mundo de Motociclismo sería en 1997 en la cilindrada de 125cc, a bordo de una Honda, con la que competiría un segundo año ya en 250cc. En 2000 pasa a pilotar la TSR-Honda del equipo AXO Honda Gresini, concluyendo en la posición 23. En 2002 concluye su participación en el Mundial con una Aprilia, concluyendo en la 31.ª posición.
En 2005 corre el Campeonato Mundial de Superbikes con una wild card la prueba francesa en el Magny-Cours con una Suzuki GSXR1000 K5 del equipo Suzuki Castrol. El resultado de dos carreras fueron un 18.º y una 16.º en la carrera 2.
En 2006 participa en el Campeonato Mundial de resistencia con sus compañeros de equipo Matthieu Lagrive y Keiichi Kitagawa  con la GSX-R1000 del team Suzuki Castrol, ganando la Bol d'Or (por tercera vez consecutiva), las 24 Horas de Oschersleben, los 500 km de Assen, las 8 Horas de Albacete, las 6 Horas de Zolder, y un segundo puesto en las 24 Horas de Le Mans.
En 2007 consiguen el subcampeonato de las 24 Horas de Le Mans y las 6 Horas de Albacete, siempre con la Suzuki. En los siguientes años (del 2008 al 2011), se adjudica nuevamente la Bol d'Or, elevando a 7 el número de victorias conseguidos en esta carrera. Aparte de esto, Philippe obtuvo seis títulos del Mundial de resistencia (2007, 2010, 2012, 2015 e 2016).

## Resultados en el Campeonato del Mundo
Sistema de puntuación de 1993 hasta 2022:
| Posición | 1.º | 2.º | 3.º | 4.º | 5.º | 6.º | 7.º | 8.º | 9.º | 10.º | 11.º | 12.º | 13.º | 14.º | 15.º |
| Puntos   | 25  | 20  | 16  | 13  | 11  | 10  | 9   | 8   | 7   | 6    | 5    | 4    | 3    | 2    | 1    |

### Carreras por año
(Carreras en negrita indica pole position, carreras en cursiva indica vuelta rápida)
| Año  | Cat.  | Moto      | 1       | 2       | 3      | 4       | 5       | 6       | 7      | 8       | 9       | 10      | 11     | 12     | 13     | 14     | 15      | 16     | Pos. | Pts. |
| ---- | ----- | --------- | ------- | ------- | ------ | ------- | ------- | ------- | ------ | ------- | ------- | ------- | ------ | ------ | ------ | ------ | ------- | ------ | ---- | ---- |
| 1997 | 125cc | Honda     | MAL -   | JPN -   | SPA -  | ITA -   | AUT Ret | FRA 19  | NED -  | IMO -   | GER -   | BRA -   | GBR -  | CZE -  | CAT -  | INA -  | AUS -   |        | 0    | -    |
| 1998 | 250cc | Honda     | JPN -   | MAL -   | SPA -  | ITA -   | FRA 17  | MAD -   | NED -  | GBR -   | GER -   | CZE -   | IMO -  | CAT -  | AUS -  | ARG -  |         |        | 0    | -    |
| 1999 | 250cc | Honda     | MAL -   | JAP -   | ESP -  | FRA 16  | ITA -   | CAT -   | NED -  | GBR -   | ALE -   | CZE -   | IMO -  | VAL -  | AUS -  | RSA -  | RIO -   | ARG -  | 0    | -    |
| 2000 | 250cc | TSR Honda | RSA -   | MAL 17  | JAP -  | ESP Ret | FRA Ret | ITA DNQ | CAT -  | NED 10  | GBR 14  | ALE Ret | CZE 16 | POR 13 | VAL 16 | RIO 16 | PAC Ret | AUS 13 | 14   | 23.º |
| 2002 | 250cc | Aprilia   | JAP Ret | RSA Ret | ESP 18 | FRA 16  | ITA 13  | CAT 17  | NED 15 | GBR Ret | ALE Ret | CZE -   | POR -  | RIO -  | PAC -  | MAL -  | AUS -   | VAL -  | 4    | 32.º |